# Yuriko Miyamoto
Yuriko Miyamoto (jap. 宮本 百合子 Miyamoto Yuriko; ur. 13 lutego 1899, zm. 21 stycznia 1951) – japońska pisarka.
Urodziła się w Tokio jako Yuriko Chūjō (jap. 中條 ユリ Chūjō Yuri). Jej ojciec był architektem. Studiowała literaturę angielską na kobiecym uniwersytecie Nihon Joshi Daigaku. W 1918 roku wyjechała wraz z ojcem do Stanów Zjednoczonych, gdzie uczyła się na Columbia University. Tam też poznała swojego pierwszego męża, starszego o 15 lat Shigeru Arakiego. Małżeństwo to zakończyło się rozwodem w 1924 roku. W latach 1927–1930 przebywała w ZSRR, gdzie studiowała literaturę rosyjską i zaprzyjaźniła się z Siergiejem Eisensteinem. Po powrocie do Japonii związała się z ruchem lewicowym. Prowadziła czasopismo Hataraku Fujin. W 1931 roku wstąpiła do nielegalnej wówczas Japońskiej Partii Komunistycznej, a rok później ponownie wyszła za mąż za działacza komunistycznego Kenjiego Miyamoto. Za działalność polityczną między 1932 a 1942 rokiem była kilkukrotnie więziona. Zmarła na skutek sepsy, będącej konsekwencją zapalenia opon mózgowo-rdzeniowych.
Debiutowała jako nastolatka opublikowanym w 1916 roku na łamach prestiżowego czasopisma „Chūō Kōron” opowiadaniem Mazushiki hitobito no mure (Biedni ludzie). Jej pierwszym poważniejszym dokonaniem była na poły autobiograficzna powieść Nobuko (1924–1926). Uważana jest za czołową przedstawicielkę tzw. kierunku proletariackiego w literaturze japońskiej. Najważniejszymi dziełami Miyamoto są dwie wydane pod koniec życia powieści: Banshū heiya (Dolina Banshū, 1946–1947) i Fūchisō (1946; wyróżniona Nagrodą Kultury Wydawnictwa Mainichi w 1947 r.).